# Reeuwijk
Reeuwijk (anhörenⓘ) ist eine ehemalige Gemeinde in Südholland. Seit dem 1. Januar 2011 ist sie Teil der Gemeinde Bodegraven-Reeuwijk.
Zum Amtsbereich der Stadtverwaltung von Reeuwijk gehören auch folgende Städte und Dörfer: Driebruggen, Hogebrug, Sluipwijk, Tempel, Waarder.

## Politik

### Sitzverteilung im Gemeinderat
| Partei           | Sitze | Sitze | Sitze | Sitze |
| Partei           | 1994  | 1998  | 2002  | 2006  |
| ---------------- | ----- | ----- | ----- | ----- |
| VVD              | 3     | 4     | 4     | 3     |
| CDA              | 3     | 3     | 3     | 3     |
| ChristenUnie/SGP | —     | —     | 3     | 3     |
| Reeuwijks Belang | 4     | 2     | 3     | 3     |
| PvdA/GroenLinks  | 2     | 2     | 1     | 3     |
| D66              | 1     | 1     | 1     | —     |
| SGP/RPF          | 2     | 3     | —     | —     |
| Gesamt           | 15    | 15    | 15    | 15    |

## Geschichte
Die früheste bekannte Erwähnung von Reeuwijk stammt aus dem Jahr 1248. Das Gebiet diente im 18. Jahrhundert als Lieferant für Torf, der getrocknet für die Industrie in Gouda verwendet wurde. Die daraus resultierenden Torf-Brüche sackten auf eine Süßwasserquelle und bildeten die Reeuwijkse Plassen. 
Reeuwijk wurden außerdem mehrere anliegende Gemeinden hinzugefügt: 1855 wurde Middelburg eingemeindet, 1857 Oukoop, 1870 Sluipwijk und Stein.
Als am 1. Januar 1989 die 1964 gebildete Gemeinde Driebruggen aufgelöst wurde, wurden außerdem die Dörfer Waarder und Driebruggen in die Gemeinde Reeuwijk eingebunden.

## Persönlichkeiten
- Joop Zijlaard (* 1943), Derny-Schrittmacher und Gastronom